# Saint-Pierre-le-Vieux (Sena Marítimo)
Saint-Pierre-le-Vieux es una comuna francesa situada en el departamento de Sena Marítimo, en la región de Normandía.

## Demografía
| 277 | 267 | 254 | 249 | 203 | 203 | 194 |
| Para los censos de 1962 a 1999 la población legal corresponde a la población sin duplicidades (Fuente: INSEE [Consultar]) |     |     |     |     |     |     |